# ریندیک
ریندیک (به هلندی: Hazerswoude-Rijndijk) یک منطقهٔ مسکونی در هلند است که در آلفن آن درین واقع شده‌است. ریندیک ۵٬۳۵۰ نفر جمعیت دارد.